# オマール・サラド
オマール・サラド（Omar Salado、1980年2月15日 - ）は、メキシコの元プロボクサー。ゲレーロ州アカプルコ出身。

## 来歴
2007年4月30日、ヒルベルト・ケブ・バースとWBC世界ライトフライ級挑戦者決定戦を行い、12回3-0（115-112、114-113、115-113）の判定勝ちを収めエドガル・ソーサへの挑戦権を獲得した。
王座を獲得出来なかった。
2009年9月5日、パナマシティのアレナ・ロベルト・デュランで行われたWBA世界フライ級暫定王座決定戦でルイス・コンセプシオンと対戦し、12回TKO負けを喫し王座を獲得出来なかった。
2011年7月16日、カンクンでWBA世界ライトフライ級王者ローマン・ゴンサレスと対戦し、7回48秒TKO負けを喫し王座を獲得出来なかった。
2014年11月1日、シカゴのクレジット・ユニオン・1・アリーナにて元世界3階級制覇王者の亀田興毅と対戦し、4回2分21秒KO負けを喫した試合を最後に引退した。

## 獲得タイトル
- WBAフェデラテンスーパーフライ級王座